# Уэйлс, Джимми
Джи́мми До́нал Уэ́йлс (англ. Jimmy Donal Wales, также известный под псевдонимом Джи́мбо (англ. Jimbo); род. 7 августа 1966, Хантсвилл, Алабама, США) — американский и британский интернет-предприниматель, идеолог концепции вики, основатель Википедии, председатель Фонда Викимедиа (2003—2006). С лета 2011 года — почётный председатель Фонда Викимедиа; директор компании Fandom (ранее — Wikia). Лауреат Золотой медали Нильса Бора (2013). 13 сентября 2019 года получил британское подданство.
С марта 2012 года — советник по вопросам публичной политики и открытости при правительстве Великобритании. С января 2014 года до января 2017 года — сопредседатель совета директоров благотворительного сотового оператора The People’s Operator (TPO).

## Биография
В одном из своих интервью Уэйлс сказал, что, по словам его матери, он родился 7 августа 1966 года, однако официальной датой рождения объявлено 8 августа. Его отец, также Джимми Уэйлс, работал менеджером в продуктовом магазине. Его мать Дорис и его бабушка Эрма владели небольшой частной школой House of Learning, в которой практиковалась система обучения на основе методики Монтессори. В то время Джимми Уэйлсу больше всего нравилось читать энциклопедии.
После House of Learning Уэйлс поступил в подготовительный колледж Randolph School, а позже в Обернский университет, в котором получил степень бакалавра. Позже он учился в Университете Алабамы. По его окончании Уэйлс решил написать диссертацию на соискание учёной степени доктора философии в области финансов, для чего он поступил на курсы в Университете Алабамы и Университете Индианы, и начал преподавать в обоих, но диссертацию так и не написал.
В 1994 году Уэйлс переехал в Чикаго, где до 2000 года он работал на компанию Chicago Options Associates, торгуя ценными бумагами и зарабатывая достаточно большие деньги.

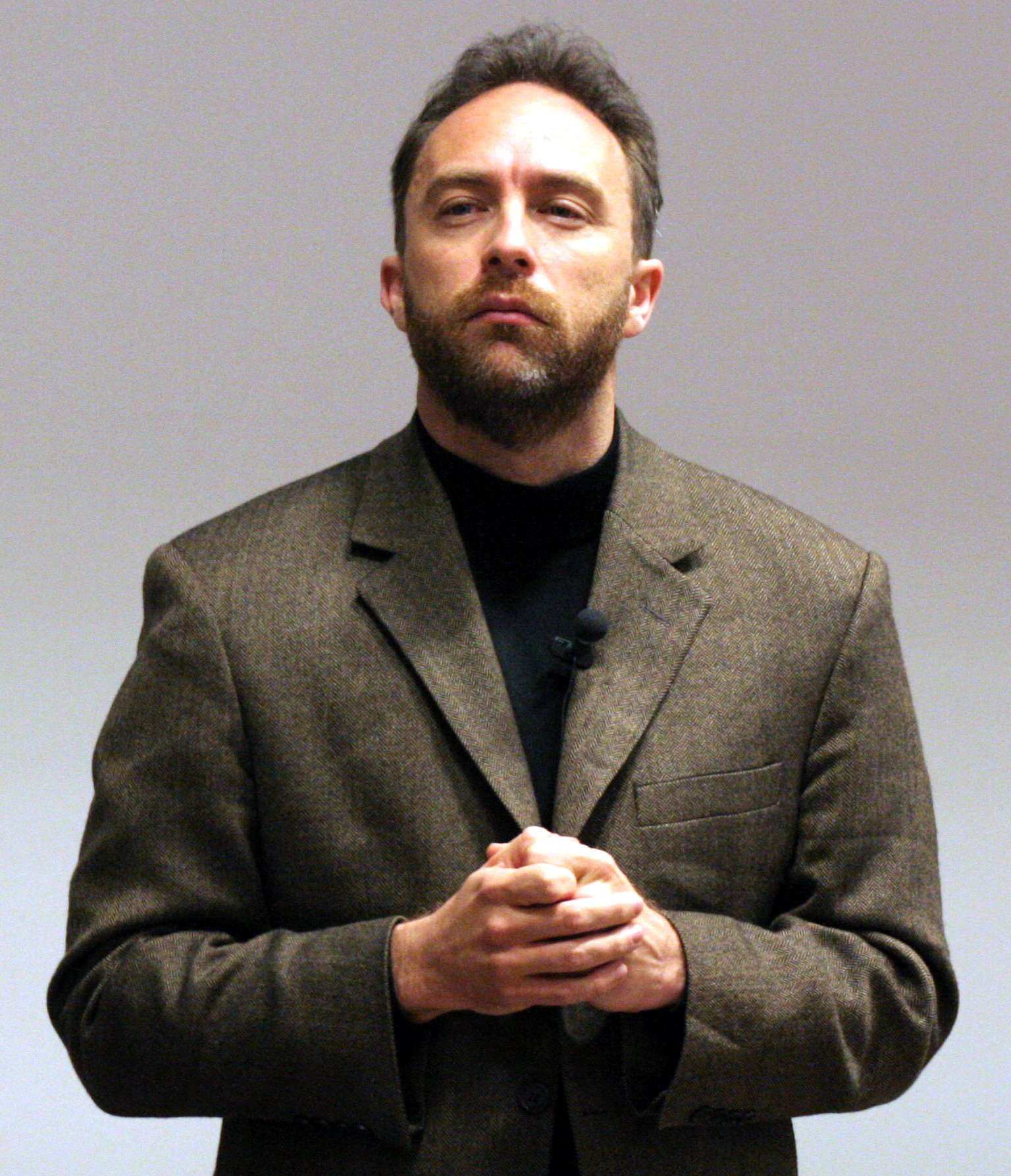
Джимми Уэйлс выступает на конференции FOSDEM 2005 в Брюсселе

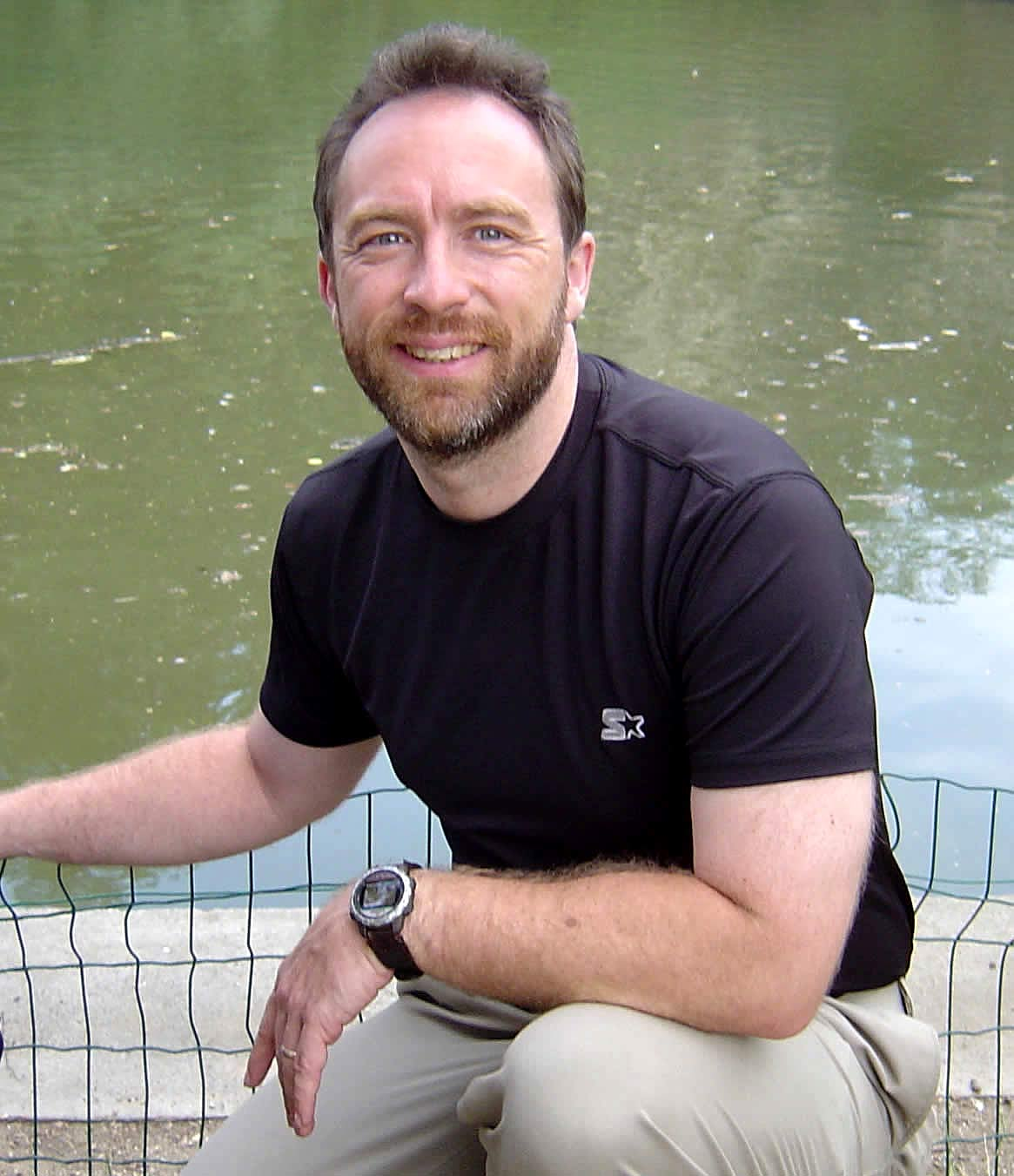
Джимми Уэйлс в Париже, Франция (2005)

В 1996 году Уэйлс вместе с Тимом Шеллом основали компанию Bomis, которая занималась продвижением поисковой системы «для мужчин» bomis.com. Позже существенную прибыль приносил Уэйлсу платный ресурс premium.bomis.com с порнографическим контентом. В одном из интервью в 2012 году Уэйлс рассказал, что сайта bomis.com давно нет, представлял же он собой поисковик, подобный Yahoo!, пользователи могли на нём делиться ссылками и создавать сообщества; Уэйлс назвал его «прадедом Википедии».
В марте 2000 года Уэйлс создал свободную энциклопедию «Нупедия» и нанял учёного-философа Ларри Сэнгера на должность главного редактора. Энциклопедия составлялась авторами-профессионалами на добровольной основе, статьи энциклопедии проходили экспертную оценку. Идея Нупедии заключалась в том, чтобы занять пустующую нишу бесплатных интернет-энциклопедий.

### Википедия
Поскольку объём контента в Нупедии увеличивался крайне медленно, 15 января 2001 года Уэйлс и Сэнгер создали Википедию. Сайт изначально был предназначен для предварительной разработки материалов для Нупедии, однако бурный рост Википедии очень скоро сделал её главным проектом. Разработкой Википедии на ранних этапах занимался в основном Сэнгер, Уэйлс в большей степени решал финансовые вопросы. Поскольку формально Сэнгер был нанят на работу Уэйлсом, последний считает себя единственным основателем Википедии, хотя Сэнгер продолжает называть себя «сооснователем». Вскоре Ларри Сэнгер покинул проект и обрушился на Уэйлса с критикой, изобразив его человеком, ненавидящим элиту и всё элитарное (англ. «decidedly anti-elitist»). Заявление Сэнгера об отставке до сих пор висит на его странице участника в английской Википедии.

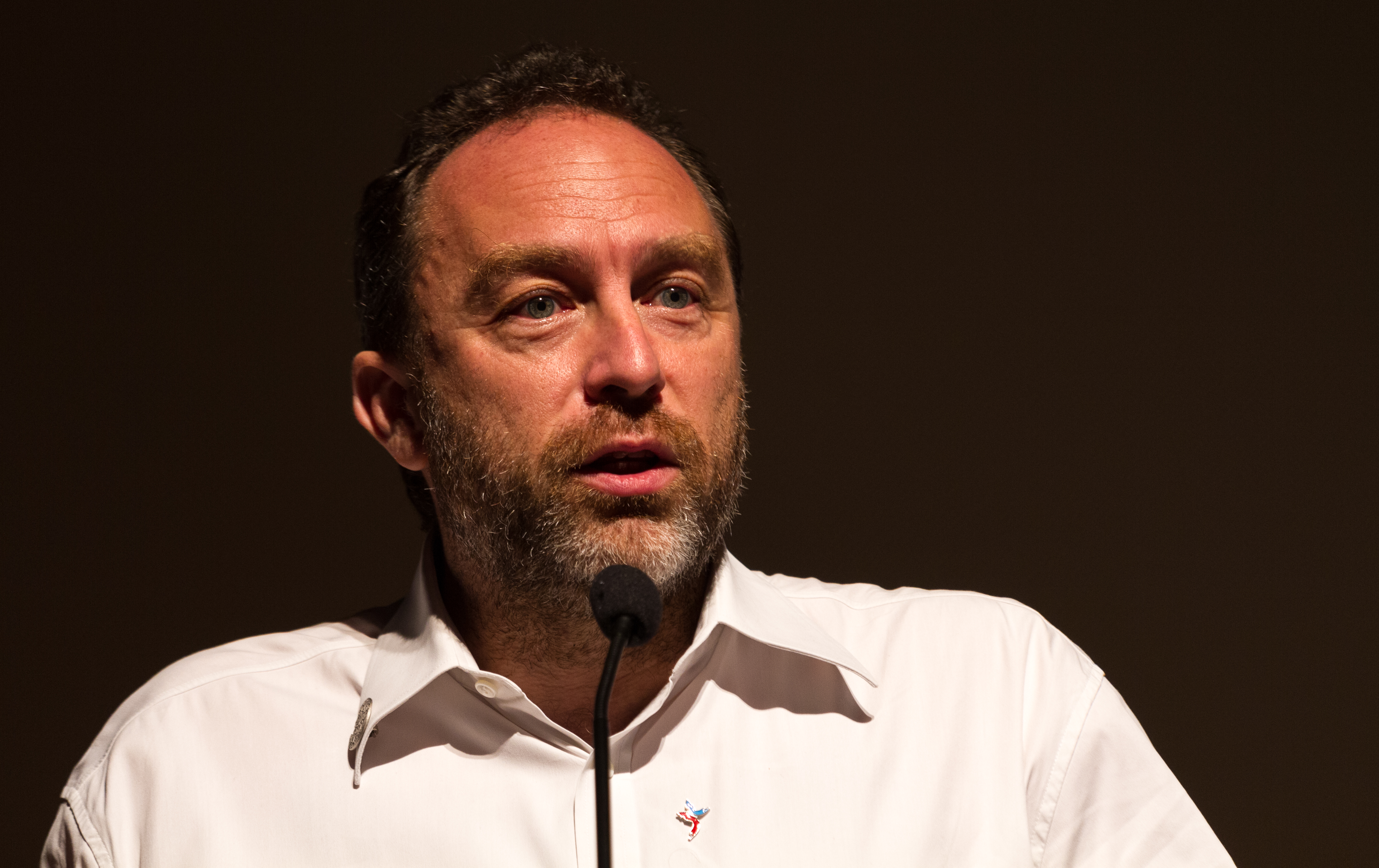
Джимми Уэйлс во время выступления с программной речью «Ситуация в Вики» (State of the Wiki) на Викимании в Гонконге, 8 августа 2013 года

В середине 2003 года Джимми Уэйлс создал Фонд Викимедиа, некоммерческую организацию со штаб-квартирой в Тампе, штат Флорида. Фонд должен был поддерживать Википедию и её братские проекты. С тех пор Уэйлс, являющийся президентом и членом совета директоров Фонда, активно занимается их продвижением.
С начала 2005 года по настоящее время Фонд Викимедиа полностью содержится за счёт грантов и пожертвований.
Уэйлса неоднократно обвиняли в нарушении правил Википедии. В частности, бывший сотрудник компании Novell Джефф Мерки обвинил Джимми Уэйлса в том, что в 2006 году Уэйлс предложил ему за деньги исправить статью в Википедии.
Уэйлса иногда иронично называют[кто?] «Великодушным диктатором» Википедии, хотя он отказывается от этого титула и редко даёт указания википедийскому сообществу. При подготовке номера журнала Wired, посвящённого Википедии, выяснилось, что «Бого-Король ездит на машине „Хёнде“, хотя имеет „Феррари“».
По мнению публициста Александра Гениса:

Джимми Уэйлс — типичный гений электронного века. Застенчивый отличник, заядлый любитель компьютерных игр, поклонник свободолюбивой философии Айн Рэнд, сторонник анархического социального устройства, Уэйлс зачал Википедию на досуге, даже не подозревая, что она станет самым большим сетевым проектом. <…> Самое интересное, что когда Джимми Уэйлса спросили, в чём конечная цель Википедии, он сказал: «Ни в чём, одна забава».

### 2011 год и позже
В 2011 году вышел из состава жюри немецкой политической премии «Квадрига» из-за решения о присуждении награды Владимиру Путину. Это послужило одной из причин, по которым награду российскому премьеру так и не присудили. Президент России Дмитрий Медведев посчитал всю эту историю проявлением «трусости и непоследовательности» членов оргкомитета и заявил, что после этого «премия закончилась, во всяком случае, для международного сообщества».
В марте 2012 года Уэйлс был назначен неоплачиваемым советником по вопросам публичной политики и открытости при правительстве Великобритании. Планируется, что он будет заниматься вопросами расширения участия общества в процессе определения государственной политики.

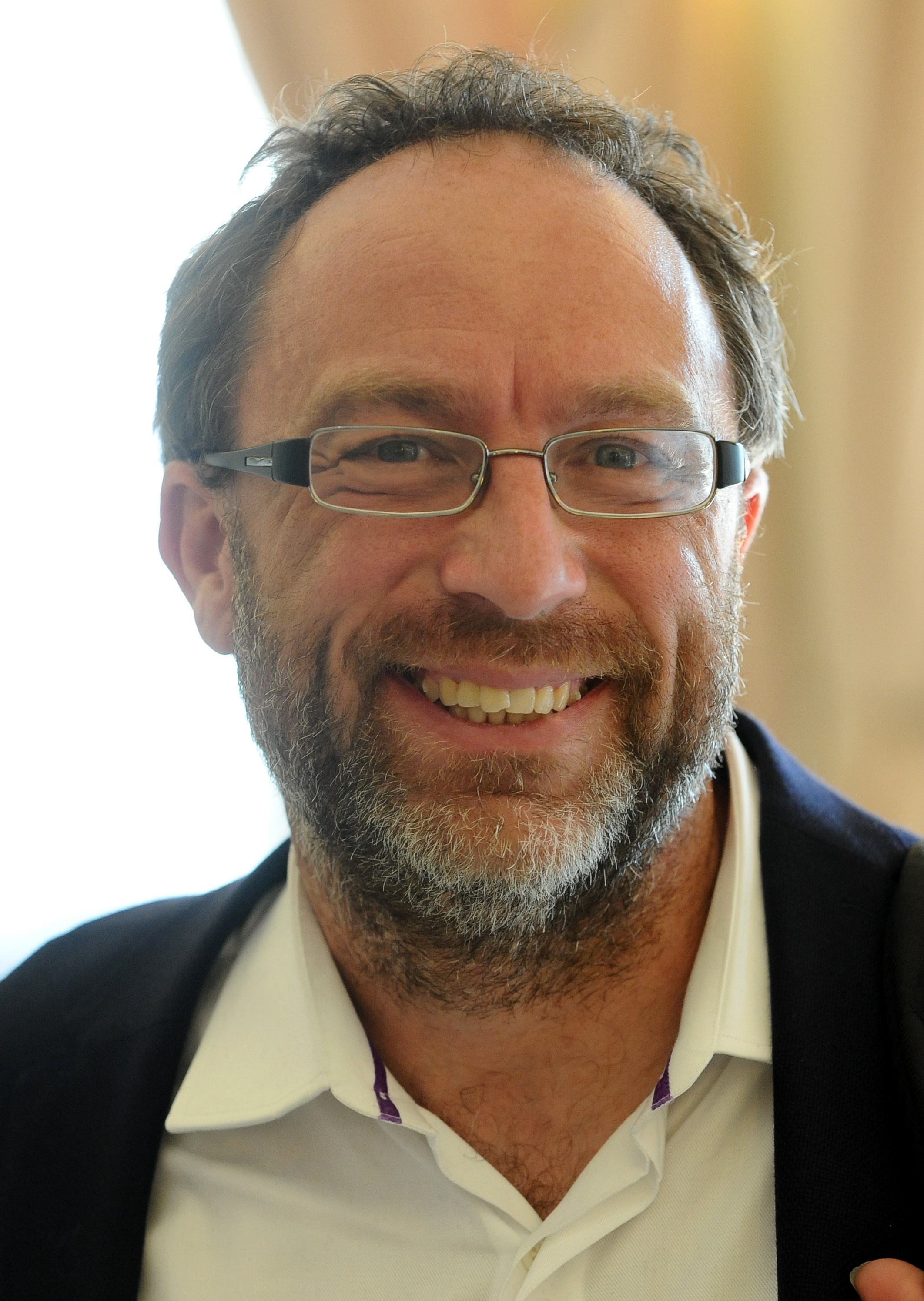
Джимми Уэйлс в апреле 2013 года на конференции Wikimedia

В 2013 году избран членом Зала славы Интернета.
В декабре 2013 года был награждён Организацией Объединённых Наций по вопросам образования, науки и культуры (ЮНЕСКО) Золотой медалью Нильса Бора. Эту медаль ЮНЕСКО присуждает учёным-физикам, внёсшим значительный вклад в развитие науки, а также тем исследователям, деятельность которых имеет или может иметь значительное влияние на наш мир. Уэйлс был награждён как основатель Википедии, про которую в заявлении ЮНЕСКО было сказано, что она является «символом эпохи взаимодействия, в которую мы живём, и это не просто инструмент, это воплощение мечты, столь же древней, как человеческий интеллект и собрания Александрийской библиотеки».
В январе 2014 года Уэйлс приобрёл крупный пакет акций виртуального оператора сотовой связи The People’s Operator (TPO). Данная компания, действующая в Великобритании, переводит на благотворительность 10 % суммы, оплачиваемой абонентами за предоставляемые услуги. Уэйлс также стал сопредседателем совета директоров этой компании.

## Другие проекты
Воодушевлённый успехом Википедии, Уэйлс совместно с Анджелой Бизли в 2004 году основал коммерческий проект Викия (Wikia) по предоставлению хостинга для различных сайтов, использующих технологию wiki.
В апреле 2017 года Уэйлс запустил новый проект — Викитрибуна (англ. Wikitribune). Объявленная цель нового проекта — борьба с ложными новостями (англ. fake news).
В ноябре 2019 года Уэйлс объявил о запуске социальной сети WT: Social на базе Викитрибуны.

## Критика
Издание Daily Mail в 2012 году обвинило Джимми Уэйлса в том, что на своём сайте он подверг цензуре комментаторов, которые стали поднимать вопросы о его дружбе с Тони Блэром и сотрудничестве с правительством Казахстана. Позже в интервью газете «Республика»
Уэйлс поделился своим мнением об информационной политике казахстанского правительства, работе казахстанского фонда WikiBilim и важности свободы выражения и обмена информацией.

## Награды
- EFF Pioneer Award (2006)
- Премия Эдуарда Рейна (2010)
- Зал славы Интернета (2013)
- Медаль Нильса Бора (2013)
- Премия Знаний (2014)
- Премия Дэна Дэвида (2015)
- President's Medal (British Academy)[англ.] (2017)

## Личная жизнь

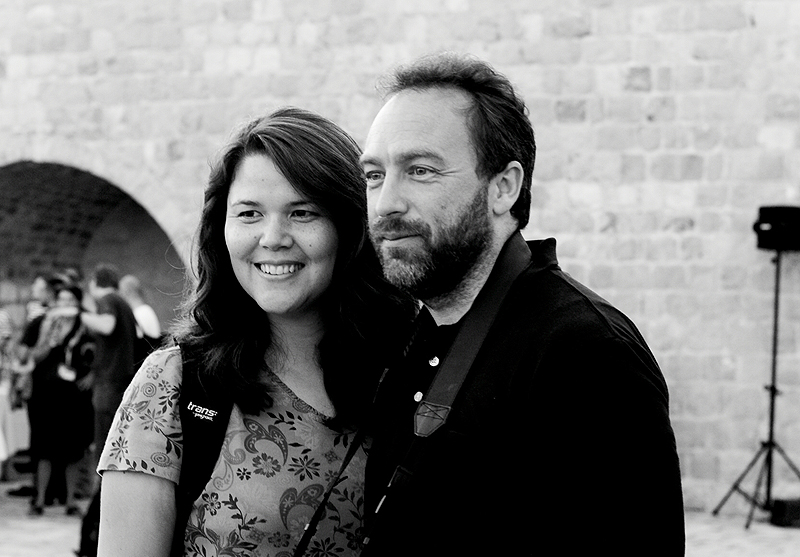
Джимми Уэйлс со своей второй женой Кристиной на встрече iCommons в крепости Ревелин в Дубровнике, Хорватия (2007)

Со своей первой женой, Пэм, Джимми Уэйлс познакомился во время студенческой практики. С ней он переехал в Чикаго в 1994 году.
Второй раз Уэйлс женился в марте 1997 года на Кристине Роан, работавшей трейдером Mitsubishi. С ней он также развёлся. От этого брака у него есть дочь.
С 2011 года живёт в Великобритании с Кейт Гарви (встречается также вариант русского написания фамилии Гэрви), работавшей в своё время в должности секретаря-референта премьер-министра Тони Блэра. 6 октября 2012 года Уэйлс и Гарви поженились. У них есть общая дочь.
Уэйлс называет себя «совершенно неверующим человеком» (I’m a complete non-believer).

## Публикации
- Роберт Брукс, Джон Корсон и Дж. Донал Уэйлс, «The Pricing of Index Options When the Underlying Assets All Follow a Lognormal Diffusion» (1994, журнал «Advances in Futures and Options Research»)[32].
- Джимми Уэйлс, Андреа Уэкери, «Throwing Sheep in the Boardroom: How Online Social Networking Will Transform Your Life, Work and World», (2008)[33].
- Джимми Уэйлс, Андреа Уэкери, «Commentary: Create a tech-friendly U.S. government», 2009[34].
- Джимми Уэйлс, Андреа Уэкери, «33 Million People in the Room: How to Create, Influence, and Run a Successful Business with Social Networking», 2009[35].
- Джимми Уэйлс, Андреа Уэкери, «Marketing to the Social Web: How Digital Customer Communities Build Your Business», 2009[36].
- Джимми Уэйлс, Андреа Уэкери, «Most Define User-Generated Content Too Narrowly», 2009[37].
- Джимми Уэйлс, Андреа Уэкери, «Keep a Civil Cybertongue», 2009[38].